# 北庄唐太宗神庙
北庄唐太宗神庙，位于山西省长治市长子县丹朱镇北庄村，是一处山西省文物保护单位。
2021年8月4日，北庄唐太宗神庙公布为第六批山西省文物保护单位，年代为元、清，古建筑类，编号6-156。